# Inter Alpha Group of Banks
El Inter-Alpha Group of Banks fue creado en 1971 por seis bancos en la Comunidad Europea para proporcionar una plataforma para el intercambio regular de ideas y para explorar áreas de cooperación entre los bancos miembros. El grupo es una asociación no jerárquica y se mantiene por acuerdo mutuo con cada banco que conserva plena autonomía e independencia.
Fue uno de los clubes bancarios establecidos durante los años sesenta y setenta cuando varios bancos europeos intentaron cooperar a nivel internacional.

## Función
La función del grupo ha evolucionado a:
- Proporcionar una plataforma para el intercambio regular de ideas a nivel ejecutivo y de alta gerencia.
- Permitir que los especialistas se reúnan y discutan temas de particular interés.
- Establecer áreas de cooperación, particularmente en el comercio internacional.
- Capacitar a la administración bancaria a través de la Escuela de Banca Inter-Alpha anual y el Programa anual de Administración de Banca Inter-Alpha en INSEAD en Fontainebleau cerca de París.
- Crear un marco para que los bancos individuales dentro del Grupo trabajen juntos.

## Miembros
La membresía del grupo ha crecido a once bancos, que representan a 15 países europeos:
- AIB, Irlanda
- Novo Banco, Portugal
- Commerzbank, Alemania
- Grupo ING, Países Bajos
- Intesa Sanpaolo, Italia
- KBC Bank, Bélgica
- Nordea, Dinamarca, Finlandia y Suecia
- Banco Nacional de Grecia, Grecia
- Royal Bank of Scotland Group, Reino Unido (Williams & Glyn's Bank fue uno de los miembros fundadores originales, pero su membresía fue asumida posteriormente por el Royal Bank of Scotland)
- Santander, España
- Société Générale, Francia